# Jules Grévy
Jules Grévy (15. srpna 1807, Mont-sous-Vaudrey, Jura – 9. září 1891 tamtéž) byl francouzský politik a prezident Francouzské republiky v letech 1879 až 1887.
Zasazoval se za demokratizaci, laicismus a zmírnění vnitropolitického napětí. Před svým zvolením prezidentem patřil k odpůrcům Ludvíka Napoleona a Prusko-francouzské války. Zajímavostí je, že je po něm pojmenován druh zebry - Zebra Grévyho.